# Tishomingo
Tishomingo (c. 1734-1838) foi um chefe indígena dos Chickasaw. No cinema, foi interpretado por Boris Karloff no longa Tap Roots.